# 斯榮德·福斯·奧瓦格
斯榮德·福斯·奧瓦格（Trond Fausa Aurvåg，1972年12月2日—）是一位挪威演員、電影導演和詩人。

## 生平
自2001年從挪威國家戲劇學院畢業後，他一直在奧斯陸新劇院中演出。作為一名電影演員，他曾出演《安德里亞斯之十字》和《令人困擾的男人》等電影。
2006年，憑藉他在電影《令人困擾的男人》中扮演的角色以及他執導的短片《Alene menn sammen》而獲得阿曼达斯奖中的兩個獎項。由於在與史蒂文·范·贊特共同主演的電視劇《莉莉哈默）》中表現出色，2014年，斯榮德·福斯·奧瓦格贏得了挪威国家电视奖中的最佳男演員獎。他在克里斯托弗·诺兰執導的電影《奧本海默》中飾演烏克蘭裔科學家乔治·基斯佳科夫斯基。
奥尔瓦格与他的妻子、女演员莉娜·克里斯汀·埃林森居住住在奥斯陆。 